# Jan Zahradil
Jan Zahradil (* 20. března 1963 Praha) je český politik, bývalý předseda Strany evropských konzervativců a reformistů a bývalý místopředseda ODS.
Po sametové revoluci byl krátce československým poslancem Sněmovny lidu Federálního shromáždění. V letech 1998 až 2004 byl poslancem Poslanecké sněmovny PČR, v letech 2004 až 2024 pak poslancem Evropského parlamentu. Pro léta 2002 až 2004 a opět 2014 až 2016 byl zvolen prvním místopředsedou ODS. V roce 2011 se stal předsedou frakce Aliance evropských konzervativců a reformistů v Evropském parlamentu a zastával tuto funkci do konce toho roku, poté byl prvním místopředsedou této frakce. Býval považován za jednoho z posledních reprezentantů „klausovského křídla“ v ODS.
V březnu 2025 ohlásil odchod z ODS po 33 letech členství a spolupráci se stranou Motoristé sobě.

## Biografie
Vystudoval Gymnázium Jana Keplera a Vysokou školu chemicko-technologickou v Praze (obor technologie vody a životního prostředí). Pak pracoval jako výzkumný pracovník ve vodohospodářství. Jan Zahradil žije v Praze.
Od útlého mládí je příznivcem rockové hudby a fanoušek kapely Led Zeppelin, příležitostně o rocku píše články.

## Politické působení v České republice
Ve volbách roku 1992 byl zvolen za ODS, respektive za koalici ODS-KDS, do Sněmovny lidu (volební obvod Praha). Ve Federálním shromáždění setrval do zániku Československa v prosinci 1992. Byl poradcem předsedy české vlády Václava Klause pro zahraničně-politické otázky a poté vedoucím oddělení evropské integrace na Úřadu vlády České republiky.
Od konce 90. let patřil mezi hlavní představitele ODS. V této době zasedal v redakční radě týdeníku Mezi námi, který byl stranickým bulletinem. V pořadí 12. kongres ODS v roce 2001 ho zvolil místopředsedou ODS. Na 13. kongresu ODS koncem roku 2002 se pokoušel o získání postu předsedy strany poté, co z předsednické funkce odešel Václav Klaus. Jeho kandidatura nebyla úspěšná a předsedou byl zvolen Mirek Topolánek. Zahradil se ovšem stal prvním místopředsedou. Tuto funkci zastával do roku 2004. V období let 1998–2006 zastával také post stínového ministra zahraničních věcí ODS.
Ve volbách v roce 1998 byl zvolen do Poslanecké sněmovny Parlamentu České republiky za ODS. Byl místopředsedou zahraničního výboru. Poslanecký mandát obhájil ve volbách roku 2002. V dolní komoře českého parlamentu setrval do roku 2004.
Na 24. kongresu ODS 18. ledna 2014 byl znovu po 10 letech zvolen 1. místopředsedou ODS, když získal 294 hlasů delegátů a porazil Jiřího Pospíšila. Funkci zastával do ledna 2016, kdy jej nahradila Alexandra Udženija.
V červnu 2019 v souvislosti se snahou zahájit výstavbu mariánského sloupu na Staroměstském náměstí v Praze otevřeně vyzval pražského primátora, aby radní v duchu dřívějšího usnesení zpětně odňali souhlas města s realizací stavby v době, kdy již bylo v právní moci územní rozhodnutí o jejím umístění. Když byl v srpnu 2020 nově instalovaný sloup na Staroměstském náměstí slavnostně žehnán, účastnil se Zahradil opodál souběžně probíhajícího protestního shromáždění.
Jan Zahradil se často vymezuje proti monarchistům z Koruny České (monarchistické strany Čech, Moravy a Slezska). V lednu 2021 vzbudila pozornost jeho kritika mše svaté za Karla Habsbursko-Lotrinského, vnuka posledního českého krále, kterou tradičně v Kostele Nanebevzetí Panny Marie ve Strážnici pořádá moravský zemský hejtman Koruny České Jiří Čížek. To vyvolalo výměnu názorů v médiích mimo jiné s Pavlem Bělobrádkem a Danielem Hermanem, kteří monarchisty hájili.
Po Evropských volbách 2024 se objevil ve volebním štábu strany Motoristé sobě, kvůli čemuž někteří členové ODS navrhovali, aby byl ze strany vyloučen.
Ještě během svého členství v ODS se dlouhodobě vymezoval proti jejímu koaličnímu partnerů TOP 09 a též její předsedkyni Markétě Pekarové Adamové. V rozhovoru pro web PrahaIN.cz uvedl, že „bez koalice SPOLU byl zřejmě nadále prodávala mobily“, čímž připomněl její stáž z mládí. Zároveň připomněl, že se Pekarová v průzkumech veřejného mínění netěší velké popularitě, což je podle Zahradila problém pro její vykonávání funkce předsedkyně Poslanecké sněmovny.
V březnu roku 2025 se rozhodl skrze nezaplacení členského příspěvku ukončit své členství v ODS. Odchod odůvodnil svým dlouhodobým odmítáním koalice SPOLU a směřováním ODS, které je v rozporu s jeho názory. Zároveň uvedl, že koalici SPOLU v volbách do Poslanecké sněmovny Parlamentu České republiky v roce 2025 určitě volit nebude. Byl jedním z posledních představitelů „klausovského křídla“ v ODS.
Po odchodu z ODS se na konci března 2025 stal hlavním expertem strany Motoristé sobě na zahraniční politiku.

## Působení v Evropském parlamentu
V roce 2002 ho Poslanecká sněmovna zvolila zástupcem České republiky v Konventu o budoucnosti Evropy, který připravoval evropskou ústavu. Byl také předsedou stálé české parlamentní delegace při Evropském parlamentu a od roku 2003 předsedou parlamentní delegace pozorovatelů v Evropském parlamentu.
Ve volbách roku 2004 byl jako lídr kandidátky ODS zvolen poslancem Evropského parlamentu, kde stál v čele klubu strany a působil ve Výboru pro rozvoj, v Dočasném výboru pro politické výzvy a rozpočtové prostředky rozšířené Unie v letech 2007–2013 a jako náhradník ve Výboru pro občanské svobody, spravedlnost a vnitřní věci. Dále byl členem Delegace pro vztahy se zeměmi Mašreku a náhradníkem ve Společném parlamentním výboru EU-Turecko.
Ve volbách roku 2009 byl opět jako lídr kandidátky ODS zvolen poslancem Evropského parlamentu, kde byl zařazen do Výboru pro mezinárodní obchod.
8. března 2011 se stal předsedou poslaneckého klubu frakce Evropští konzervativci a reformisté v Evropském parlamentu, jako první Čech, který pozici předsedy parlamentního klubu získal. Na vzniku této frakce v roce 2009 se Zahradil podílel. Předsednický post zastával do konce roku 2011. V roce 2012 byl uváděn jako člen Výboru pro mezinárodní obchod a náhradník Výboru pro rozvoj a Podvýboru pro lidská práva.

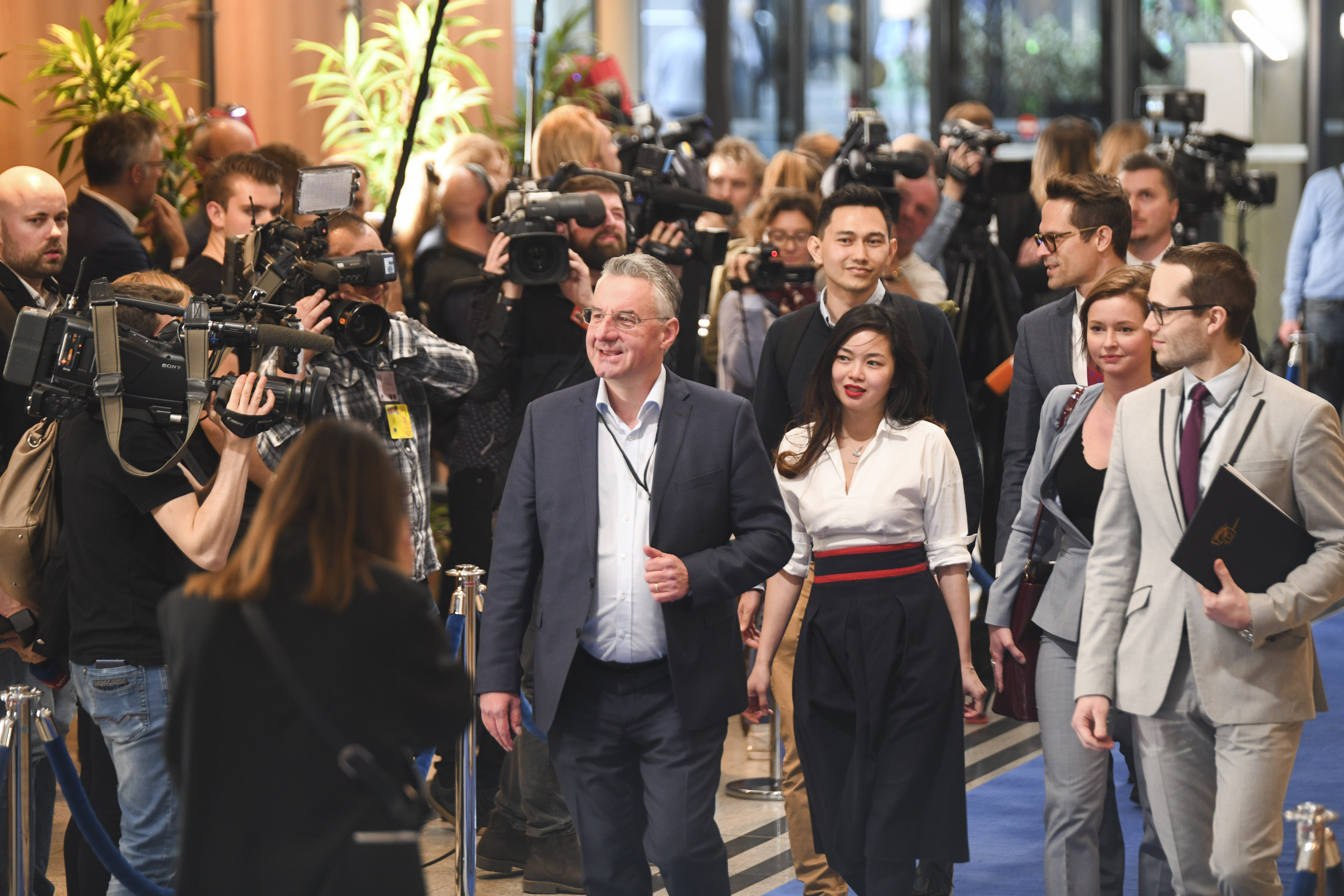
Jan Zahradil v době, kdy se ucházel o post předsedy Evropské komise, 2019

Je znám odmítavými názory na prohlubování politické integrace států Evropské unie a spolu s Jaroslavem Zvěřinou byl nejznámějším členem ODS, který podporoval registrované partnerství pro stejnopohlavní páry. Spolu se Zvěřinou je znám také tím, že příliš nehovořil na plénu v Evropském parlamentu. V průzkumu Hospodářských novin z roku 2008 dopadli, co se počtu plenárních vystoupení týká, nejhůře z českých europoslanců. V roce 2014 již podle Nadace Open Society Fund patřil k nejaktivnějším českým europoslancům.
Dle zprávy think-tanku Evropské hodnoty z 16. září 2013 ohledně práce všech 22 českých europoslanců, která se vztahovala na volební období od roku 2009, vyplynulo následující pořadí k jednotlivým zkoumaným indikátorům:
- Docházka – Zahradil obsadil 21. místo s asi 73% účastí na plenárních zasedáních parlamentu, nižší účast (necelých 73 %) měl jen Miroslav Ouzský (ODS).

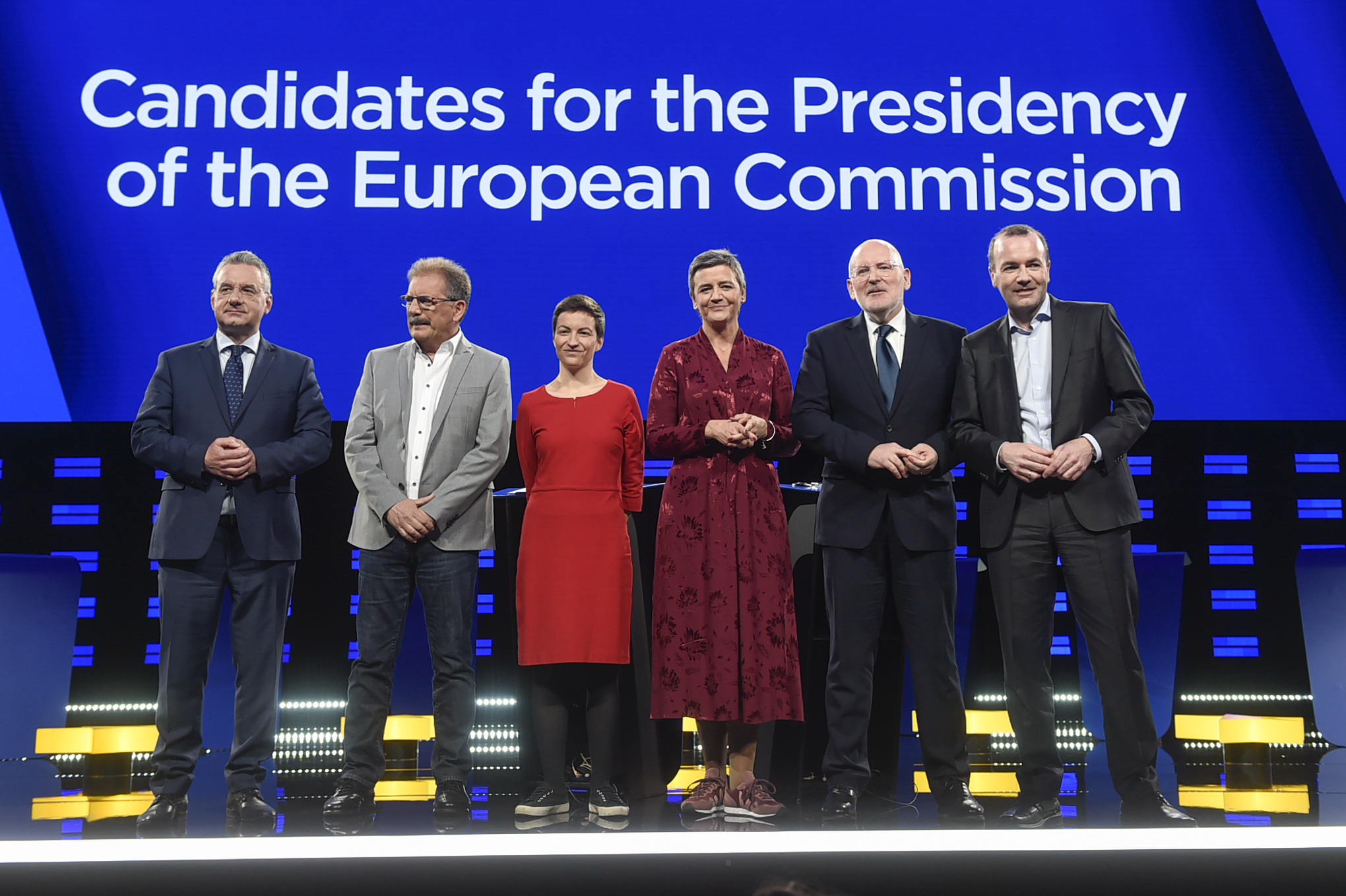
Jan Zahradil s ostatními kandidáty na předsedu Evropské komise, 2019

- Jan Zahradil s ostatními kandidáty na předsedu Evropské komise, 2019Účast na jmenovitých hlasování českých europoslanců – obsadil 18. místo s téměř 83% účastí, méně byli přítomni Richard Falbr (ČSSD), Andrea Češková, Milan Cabrnoch a Miroslav Ouzký (všichni ODS).
- Zprávy předložené zpravodajem českými europoslanci – obsadil 5.–9. místo s celkem dvěma předloženými zprávami v roli zpravodaje, stejně jako Jiří Maštálka, Miroslav Ransdorf, Vladimír Remek (všichni KSČM) a Oldřich Vlasák (ODS). Nejaktivnější Zuzana Roithová (KDU-ČSL) předložila 9 zpráv.
- Stanoviska předložená českými europoslanci – obsadil 2. místo s předloženými 5 stanovisky, nejaktivnější Oldřich Vlasák (ODS) jich předložil 10.
- Pozměňovací návrhy českých europoslanců – s celkovými 37 předloženými pozměňovacími návrhy obsadil 8. místo, nejvíce jich předložil Oldřich Vlasák (88), nejméně Vojtěch Mynář (ČSSD, žádný).

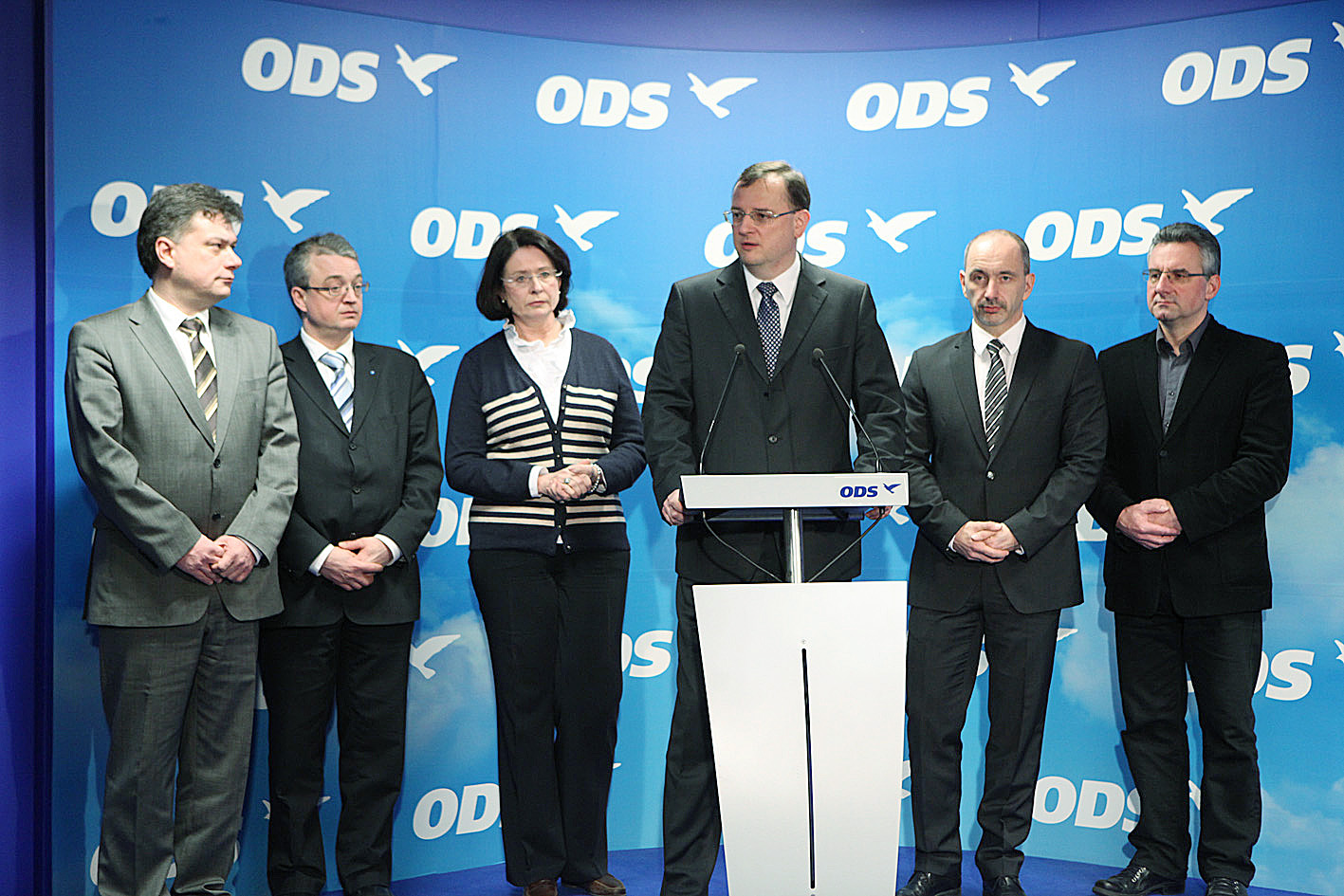
Jednání vedení ODS v roce 2013, zleva Pavel Blažek, Marek Benda, Miroslava Němcová, Petr Nečas, Martin Kuba a Jan Zahradil

- Jednání vedení ODS v roce 2013, zleva Pavel Blažek, Marek Benda, Miroslava Němcová, Petr Nečas, Martin Kuba a Jan ZahradilParlamentní otázky českých europoslanců – obsadil 10. místo s 8 písemnými otázkami položenými Evropské komisi, Radě ministrů či jiným orgánům. Nejvíce, celkem 79, jich položil Jan Březina (KDU-ČSL), nejméně Zuzana Brzobohatá a Vojtěch Mynář (oba ČSSD, žádnou).

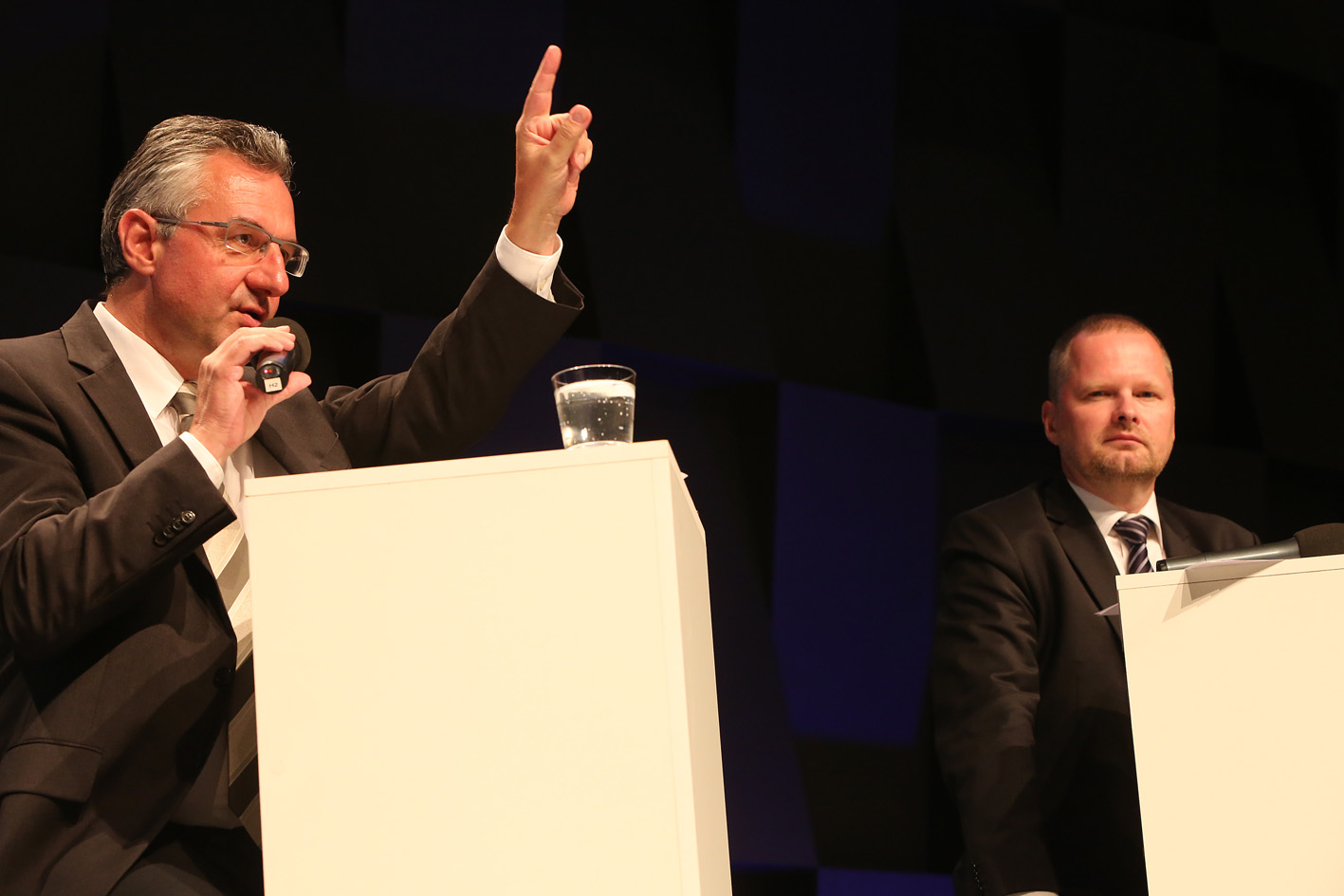
Jan Zahradil s předsedou ODS a pozdějším premiérem Petrem Fialou

- Jan Zahradil s předsedou ODS a pozdějším premiérem Petrem FialouPísemná prohlášení českých europoslanců – obsadil 6.–22. místo spolu s většinou českých europoslanců, kteří nepodepsali žádné písemné prohlášení. Aktivnější byli Zuzana Roithová (KDU-ČSL, 4), Jiří Maštálka (KSČM, 3), po dvou podepsali Miroslav Ouzký (ODS) a Pavel Poc (ČSSD), jedno Vladimír Remek (KSČM).
- Návrhy usnesení českých europoslanců – obsadil 3. místo s počtem 35 podepsaných návrhů usnesení, o tři více podepsal Libor Rouček (ČSSD) a celkem 106 návrhů podepsala Zuzana Roithová (KDU-ČSL).
- Vystoupení na plenárním zasedání českých europoslanců – obsadil 13. místo s celkovými 52 vystoupeními, zatímco český rekordman Libor Rouček (ČSSD) vystoupil 345krát a naopak nejméně aktivní Richard Falbr (ČSSD) jen 12krát.

Ve volbách do Evropského parlamentu v roce 2014 Zahradil kandidoval jako lídr ODS a byl s osmým nejvyšším počtem preferenčních hlasů (18 892) zvolen. V předvolební kampani se výrazně vymezoval proti přijetí eura jako české měny, či vstupu do eurozóny. Stal se místopředsedou Výboru pro mezinárodní obchod (INTA).
Pro volby do Evropského parlamentu v květnu 2019 se stal lídrem kandidátky ODS. Zároveň byl hlavní tváří politické skupiny Evropští konzervativci a reformisté a tudíž i jejím kandidátem na post předsedy Evropské komise. Získal 51 381 preferenčních hlasů a obhájil mandát europoslance. Následně byl zvolen 1. místopředsedou výboru pro mezinárodní obchod.
Na začátku června 2023 rezignoval na post předsedy poslaneckého klubu ODS v Evropském parlamentu, ve funkci jej nahradila Veronika Vrecionová. Zároveň oznámil, že ve volbách do Evropského parlamentu v červnu 2024 již nebude kandidovat. Zůstal i nadále členem ODS a svou politickou kariéru by rád ukončil v domácí politice. Po vyhlášení výsledků voleb se objevil ve volebním štábu koalice Přísaha a Motoristé sobě, kde kritizoval strategii ODS ve volbách. V polovině července 2024 mu vypršel mandát europoslance.

#### Kontakty s Čínou a s příslušníky vietnamské menšiny
Zahradil se jako europoslanec zapojil do iniciativ, které mají kontakty s komunistickými stranami a oficiálními osobnostmi Číny a Vietnamu. Ve svých projevech se vyslovuje pozitivně o dalekosáhlém čínském projektu Nové hedvábné stezky, spojeném s osobou prezidenta Si Ťin-pchinga. Podle čínské tiskové agentury Xinhua News Agency poslal Zahradil na podzim roku 2017 Si Ťin-pchingovi zdravici k jeho zvolení generálním tajemníkem Komunistické strany Číny. Je předsedou Skupiny přátelství mezi EU a Čínou (EUCFG) v Evropském parlamentu, kde po volbách roku 2019 nahradil britského poslance Nirj Devu. Jeho oficiálním asistentem je Gai Lin, generální sekretář EUCFG. Gai Lin od roku 2009 prostřednictvím členů EUCFG aktivně ovlivňuje debatu Evropského parlamentu o Číně, např. v otázce Ujgurské menšiny.
Zahradil sám prohlásil, že je ochoten učinit vše, co je v jeho silách, aby podpořil přátelský rozvoj vztahů mezi Čínou a EU. Skupina přátelství mezi EU a Čínou zůstává v kontaktu s čínskými a zámořskými Číňany a těší se na další výměny mezi Evropskou unií a Čínou. Zahradil není ani po volbách v roce 2019 členem oficiální meziparlamentní delegace EP pro styky s Čínou.
Skupina přátelství na svém webu uvádí partnerství s několika vrcholnými orgány KS Číny, včetně Organizačního oddělení ÚV KS Číny a Mezinárodního oddělení ÚV KS Číny, které BIS označuje jako zvláštní rozvědku KS Číny. Podle agentury Bloomberg měla tato skupina snazší přístup k vrcholným představitelům ČLR než oficiální delegace Evropského parlamentu pro styky s Čínou. Zahradil se také zúčastnil Čínského investičního fóra v Praze roku 2018.
Podle čínských zdrojů Zahradil v roce 2017 vedl europoslance ze zemí Střední a východní Evropy na setkání s Mezinárodním oddělením ÚV KS Číny a šanghajským Shromážděním lidových zástupců. V čínských pramenech figuruje jako „předseda frakce ECR“, což svědčí o oficiálním charakteru cesty.
V červenci 2016 navštívila na pozvání Jana Zahradila Evropský parlament delegace Svazu Vietnamců v ČR, který představuje nejpočetnější organizaci založenou příslušníky vietnamské menšiny v Česku. Tento svaz reprezentuje v Česku Vietnamskou Národní frontu, zřízenou tamní Komunistickou stranou. Její český předseda Hoàng Đình Thắng se stal roku 2009 členem Ústředního výboru vietnamské Národní fronty. V říjnu roku 2016 byl Zahradil hostem na ustavující schůzi Konfederace svazů Vietnamců v Evropě a byl zvolen předsedou komise poradců Konfederace. Vedle čínského asistenta Garyho Lina tak má i vietnamskou asistentku Lyle Dang.
Spolupráce Spolku přátelství s čínskými lídry a čínskými médii probíhala bez formálního souhlasu Evropského parlamentu a v EU budila rozpaky, neboť byla iniciována cizí vládou, je touto zahraniční vládou podporována a shromažďuje lidi, kteří jsou k této vládě nakloněni. Předseda oficiální čínské delegace Evropského Parlamentu Reinhard Bütikofer to považuje za podkopávání moci a diplomatické práce této delegace v Pekingu. Podle serveru Politico šíří Zahradilův Spolek přátelství v zahraničí čínskou propagandu a v Číně je uváděn jako "skutečný reprezentant" Evropského Parlamentu. Zahradilův čínský asistent Gai Lin zatajil, že je členem čínské asociace, která je jako "soft power" přímo spojena se zahraničně politickým působením Komunistické strany Číny.
Jako místopředseda ve výboru pro mezinárodní obchod EU se Zahradil dostával do přímého střetu zájmů, protože narušuje oficiální jednání EU s Čínou o obchodních dohodách a Čína ho využívá ve své propagandě. Navíc má přístup k tajným dokumentům EU, o které má zájem čínská rozvědka. V reakci na působení podobných neoficiálních cizích vlivových organizací v EU a na dezinformace zřídil Evropský Parlament novou komisi – Výbor pro zahraniční vměšování do demokratických procesů v Evropském parlamentu ("Special Committee on Foreign Interference in all Democratic Processes in the European Union, including Disinformation").
Na slyšení Výboru pro zahraniční vměšování do demokratických procesů v Evropském parlamentu v lednu 2021 upozornil ředitel Sinopsis Martin Hála, že v informování o aktivitách Zahradilovy skupiny přátelství existovaly některé podstatné odlišnosti v angličtině a v čínštině. Jan Zahradil pak na slyšení Výboru oznámil, že pozastavuje činnost Spolku přátelství mezi EU a Čínou a požádal předsedu EP Sassoliho, aby se zasadil o jasná pravidla pro fungování friendship groups.

#### Postoje v zahraniční politice
Zahradil kritizoval ministra zahraničí Tomáše Petříčka, ministra kultury Lubomíra Zaorálka a bývalého ministra zahraničí Karla Schwarzenberga za jejich společné prohlášení z 23. května 2020, ve kterém odsoudili plánovanou izraelskou anexi židovských osad, které Izrael od roku 1967 vybudoval na Západním břehu Jordánu. Podle Zahradila „v Černínu sedí bezpečně nejslabší ministr zahraničí od roku 1992.“
Jan Zahradil se dlouhodobě zasazuje za podporu demokracie a lidských práv v Íránu a spolupracuje s íránskou exilovou demokratickou opozicí. 26. října 2022 byl jako jediný Čech zařazen na sankční seznam Íránu za kritiku tamního režimu a podporu lidských práv poté, co Evropská rada uvalila sankce na pachatele závažného porušování lidských práv v zemi.